# Microplanus odin
Microplanus odin là một loài nhện trong họ Linyphiidae.
Loài này thuộc chi Microplanus. Microplanus odin được František Miller miêu tả năm 2007.